# ČSK Uherský Brod
ČSK Uherský Brod (celým názvem: Český sportovní klub Uherský Brod) je český fotbalový klub, který sídlí v Uherském Brodě ve Zlínském kraji. Klub byl založen po první svétové válce, ale již v roce 1893 působil ve městě oddíl místních Němců E.V. Ung. Brod, který se věnoval i kopané. Největším úspěchem klubu byl administrativní postup (rozšíření počtu účastníků na 18) do 2. ligy v ročníku 1994/95. Od sezóny 2017/18 působí ve třetí nejvyšší soutěži (MSFL). Klubové barvy jsou červená a bílá.
Své domácí zápasy odehrává na Orelském stadionu a v zimě na Stadionu Lapač s kapacitou 5 000 diváků.

## Historie klubu
V lednu 1893 byl v Uherském Brodě založen německý sportovní klub E.V. Ung. Brod, který měl tři obory – krasobruslení, šerm a turistiku. V letních měsících téhož roku několik nadšenců z řad studentů utvořilo kroužek kopané, která se stala zdrojem zábavy o prázdninách. Jako hřiště sloužilo trhoviště nad zámkem. Prvními soupeři byly celky Luhačovic a Uherského Hradiště. Během roku byly sehrány dva až tři přátelské zápasy.
Po první světové válce určila městská rada jako hřiště místo Na Trávníkách. Kromě brodského ČSK vzniká také židovské mužstvo pod názvem Makabi. Později bylo hřiště znovu přeloženo na pozemek vedle tehdejší Briefovy továrny. Na tomto hřišti hrávali Malina, Stojan, Procházka, Geba, bratři Žáčkové, Fiala, Jaroš, Bruner, Paleček a další. V dalších letech se brodská jedenáctka stěhovala do dvora cukrovaru U Májů a následně zpět na trhoviště. Ve městě vznikl další fotbalový klub pod názvem FK Meteor Uherský Brod, jehož fotbalisté hřiště obsadili. Po parcelaci získal ČSK pozemek u jatek na Vazové a tím skončilo putování za hřištěm. Na stadionu s řádnými rozměry byly k dispozici dřevěné kabiny. ČSK zde pravidelně hostil Trenčín, Myjavu, Topoľčany, Uherské Hradiště, Holešov, Brno, Čadcu a Zlín.
Teprve v roce 1929 začala mistrovská soutěž v rámci Hameleho Hanácké župy fotbalové, kde ČSK Uherský Brod nastupoval v mistrovství III. třídy. Za soupeře mu byly kluby SK Napajedla, Union Lověšice, Haná Medovice, Moravan Prostějov, SK Vítkovice, Union Kvasice, SK Vizovice, SK Slušovice a SK Želechovice. V roce 1932 tým postoupil do II. třídy a jako nováček soutěže si vedl nadměrně úspěšně. V sezóně 1932/33 soutěž vyhrál a vybojoval pro město premiérově účast v I. B třídě. V rámci přípravy se klub utkal s ligovými Teplicemi (1:4) a Viktorií Žižkov (0:4).
V ročníku 1934/35 vybojovali fotbalisté Uherského Brodu postup mezi elitu HŽF do I. A třídy. V náročné soutěži startovaly kluby SK Hodolany, Viktorie Přerov, SK Slavoj Prostějov, SK Kojetín, SK Holešov, ČSS Olomouc, SK Litovel, Sparta Prostějov, Haná Tovačov a největší rival Slovácká Slavia Uherské Hradiště. V soutěži se klub udržel, odměnou mu byly přátelské zápasy s ligovými celky SK Židenice a SK Prostějov. V letní přestávce sehrál ČSK první mezinárodní zápas rakouským klubem Sturm Vídeň.
Sezóna 1937/38 pak byla pro ČSK do té doby nejúspěšnější. Broďané skončili v I. A třídě na 5. místě a navíc porazili mistra ČSR Makabi Prostějov na jeho hřišti 3:2. V sezóně 1938/39 se hrálo mistrovství pouze jednokolově a tak se ČSK zaměřil na český pohár, v jehož čtvrtém kole dokázal vyřadit divizní Kroměříž, která do Uherského Brodu přijela také s několikanásobným reprezentantem Josefem Silným. Broďané vyhráli po prodloužení 4:3. V následující sezóně 1939/40 bohužel ČSK sestoupil do I. B třídy, kde zůstal až do roku 1950.
Po reorganizaci v sezóně 1950/51 se Broďané znovu ocitli v krajské I. A třídě. V sezóně 1952/53 změnil ČSK název na Sokol Zbrojovka Uherský Brod, následně pak na Sokol ZPS Uherský Brod a Spartak ZPS Uherský Brod. V sezóně 1964/65 vlivem reorganizace, ČSK sestoupil do I. třídy. V rámci přípravy klub prohrál s Mostarem, účastníkem první jugoslávské ligy, vysoko 0:6. V sezóně 1969/70 vyhrál ČSK pod vedením trenéra Karla Loveckého 1. A třídu a poprvé v historii postoupil do župního přeboru. Pro nováčka byla soutěž náročná a dlouho to vypadalo, že ji neudrží. V říjnu 1970 se však podařilo získat posilu z Meopty Přerov – Ladislava Beníčka, jenž se výraznou měrou podílel na udržení župního přeboru. V ročníku 1971/72 se klubu podařil nevídaný kousek - vyhrál župní přebor a zajistil si postup do moravské divize.
V dalších letech začíná nejlepší éra brodského fotbalu. Pod vedením trenéra Ladislava Jánského postoupil Uherský Brod do 3. ligy, kde se prosazuje několik let. V sezóně 1993/94 skončil klub druhý v moravskoslezské lize, přesto postoupil do rozšířené celostátní druhé ligy. Tam však vydržel pouze jednu sezónu. Od 23. září 1994 se vrátil k názvu ČSK. V minulosti se klub pyšnil skvělými návštěvami, na stadion si našlo cestu i pět tisíc diváků. 

## Historické názvy
Zdroj: 
- 1893 – EV Ungarisch Brod (Eislaufverein Ungarisch Brod)
- 1918 – ČSK Uherský Brod (Český sportovní klub Uherský Brod)
- 1952 – Sokol Zbrojovka Uherský Brod
- 1953 – Sokol ZPS Uherský Brod (Sokol Závody přesného strojírenství Uherský Brod)
- 195? – Spartak ZPS Uherský Brod (Spartak Závody přesného strojírenství Uherský Brod)
- 1994 – ČSK Uherský Brod (Český sportovní klub Uherský Brod)

## Umístění v jednotlivých sezonách
Stručný přehled
Zdroj: 
- 1939–1940: I. A třída HHŽF (Hameleho hanácká župa footballová)
- 1943–1944: I. A třída HHŽF (Hameleho hanácká župa footballová)
- 1952: Krajský přebor – Gottwaldov
- 1953–1954: Krajská soutěž – sk. jih
- 1955–1960: I. B třída Gottwaldovského kraje – sk. jih
- 1960–1963: I. třída Jihomoravského kraje – sk. D
- 1963–1965: I. A třída Jihomoravského kraje – sk. B
- 1965–1968: I. A třída Jihomoravské oblasti – sk. B
- 1968–1969: I. B třída Jihomoravské oblasti – sk. C
- 1969–1970: I. A třída Středomoravské župy – sk. B
- 1970–1972: Středomoravský župní přebor
- 1972–1973: Divize D
- 1973–1974: Jihomoravský krajský přebor
- 1974–1975: Divize D
- 1975–1976: Jihomoravský krajský přebor
- 1976–1981: Divize D
- 1981–1990: II. ČNFL – sk. B
- 1990–1992: Divize D
- 1992–1994: Moravskoslezská fotbalová liga
- 1994–1995: 2. liga
- 1995–1998: Moravskoslezská fotbalová liga
- 1998–1999: Divize D
- 1999–2002: Středomoravský župní přebor
- 2002–2003: Přebor Zlínského kraje
- 2003–2004: Divize D
- 2004–2009: Přebor Zlínského kraje
- 2009–2011: Divize D
- 2011–2013: Přebor Zlínského kraje
- 2013–2017: Divize D
- 2017– : Moravskoslezská fotbalová liga

Jednotlivé ročníky
Zdroj: 
Legenda: Z – zápasy, V – výhry, R – remízy, P – porážky, VG – vstřelené góly, OG – obdržené góly, +/− – rozdíl skóre, B – body, červené podbarvení – sestup, zelené podbarvení – postup, fialové podbarvení – reorganizace, změna skupiny či soutěže
| Protektorát Čechy a Morava (1939 – 1945) |                                                             |                                                             |                                                             |                                                             |                                                             |                                                             |                                                             |                                                             |                                                             |                                                             |                                                             |
| Sezóny                                   | Liga                                                        | Úroveň                                                      | Z                                                           | V                                                           | R                                                           | P                                                           | VG                                                          | OG                                                          | +/−                                                         | B                                                           | Pozice                                                      |
| 1939/40                                  | I. A třída HHŽF                                             | 3                                                           | 21                                                          | 5                                                           | 2                                                           | 14                                                          | 39                                                          | 50                                                          | −21                                                         | 12                                                          | 11.                                                         |
| ...                                      |                                                             |                                                             |                                                             |                                                             |                                                             |                                                             |                                                             |                                                             |                                                             |                                                             |                                                             |
| 1943/44                                  | I. A třída HHŽF                                             | 3                                                           | 26                                                          | 9                                                           | 6                                                           | 11                                                          | 76                                                          | 74                                                          | +2                                                          | 24                                                          | 12.                                                         |
| 1944/45                                  | Končila druhá světová válka, pravidelné soutěže se nehrály. | Končila druhá světová válka, pravidelné soutěže se nehrály. | Končila druhá světová válka, pravidelné soutěže se nehrály. | Končila druhá světová válka, pravidelné soutěže se nehrály. | Končila druhá světová válka, pravidelné soutěže se nehrály. | Končila druhá světová válka, pravidelné soutěže se nehrály. | Končila druhá světová válka, pravidelné soutěže se nehrály. | Končila druhá světová válka, pravidelné soutěže se nehrály. | Končila druhá světová válka, pravidelné soutěže se nehrály. | Končila druhá světová válka, pravidelné soutěže se nehrály. | Končila druhá světová válka, pravidelné soutěže se nehrály. |
| Československo (1945 – 1993)             |                                                             |                                                             |                                                             |                                                             |                                                             |                                                             |                                                             |                                                             |                                                             |                                                             |                                                             |
| Sezóny                                   | Liga                                                        | Úroveň                                                      | Z                                                           | V                                                           | R                                                           | P                                                           | VG                                                          | OG                                                          | +/−                                                         | B                                                           | Pozice                                                      |
| ...                                      |                                                             |                                                             |                                                             |                                                             |                                                             |                                                             |                                                             |                                                             |                                                             |                                                             |                                                             |
| 1952                                     | Krajský přebor – Gottwaldov                                 | 2                                                           | 22                                                          | 3                                                           | 3                                                           | 16                                                          | 35                                                          | 72                                                          | −37                                                         | 9                                                           | 12.                                                         |
| 1953                                     | Krajská soutěž – sk. jih                                    | 4                                                           | 18                                                          | 15                                                          | 1                                                           | 2                                                           | 72                                                          | 18                                                          | +54                                                         | 31                                                          | 2.                                                          |
| 1954                                     | Krajská soutěž – sk. jih                                    | 4                                                           | 18                                                          | 9                                                           | 2                                                           | 7                                                           | 43                                                          | 32                                                          | +11                                                         | 20                                                          | 4.                                                          |
| 1955                                     | I. B třída Gottwaldovského kraje – sk. jih                  | 5                                                           | 22                                                          | 11                                                          | 6                                                           | 5                                                           | 53                                                          | 47                                                          | +6                                                          | 28                                                          | 4.                                                          |
| 1956                                     | I. B třída Gottwaldovského kraje – sk. jih                  | 5                                                           | 22                                                          | 10                                                          | 2                                                           | 10                                                          | 59                                                          | 55                                                          | +4                                                          | 22                                                          | 7.                                                          |
| 1957/58                                  | I. B třída Gottwaldovského kraje – sk. jih                  | 5                                                           | 33                                                          | 15                                                          | 4                                                           | 14                                                          | 96                                                          | 87                                                          | +9                                                          | 34                                                          | 5.                                                          |
| 1958/59                                  | I. B třída Gottwaldovského kraje – sk. jih                  | 5                                                           | 22                                                          | 6                                                           | 6                                                           | 10                                                          | 44                                                          | 58                                                          | −14                                                         | 18                                                          | 9.                                                          |
| 1959/60                                  | I. B třída Gottwaldovského kraje – sk. jih                  | 5                                                           | 22                                                          | 13                                                          | 2                                                           | 7                                                           | 53                                                          | 42                                                          | +11                                                         | 28                                                          | 3.                                                          |
| 1960/61                                  | I. třída Jihomoravského kraje – sk. D                       | 4                                                           | 26                                                          | 10                                                          | 5                                                           | 11                                                          | 52                                                          | 48                                                          | +4                                                          | 25                                                          | 10.                                                         |
| 1961/62                                  | I. třída Jihomoravského kraje – sk. D                       | 4                                                           | 26                                                          | 11                                                          | 4                                                           | 11                                                          | 46                                                          | 39                                                          | +7                                                          | 26                                                          | 9.                                                          |
| 1962/63                                  | I. třída Jihomoravského kraje – sk. D                       | 4                                                           | 26                                                          | 12                                                          | 4                                                           | 10                                                          | 48                                                          | 54                                                          | −6                                                          | 28                                                          | 7.                                                          |
| 1963/64                                  | I. A třída Jihomoravského kraje – sk. B                     | 4                                                           | 26                                                          | 12                                                          | 4                                                           | 10                                                          | 43                                                          | 43                                                          | 0                                                           | 28                                                          | 4.                                                          |
| 1964/65                                  | I. A třída Jihomoravského kraje – sk. B                     | 4                                                           | 26                                                          | 10                                                          | 4                                                           | 12                                                          | 49                                                          | 52                                                          | −3                                                          | 24                                                          | 9.                                                          |
| 1965/66                                  | I. A třída Jihomoravské oblasti – sk. B                     | 5                                                           | 26                                                          | 13                                                          | 5                                                           | 8                                                           | 54                                                          | 50                                                          | +4                                                          | 31                                                          | 4.                                                          |
| 1966/67                                  | I. A třída Jihomoravské oblasti – sk. B                     | 5                                                           | 26                                                          | 10                                                          | 6                                                           | 10                                                          | 45                                                          | 51                                                          | −6                                                          | 26                                                          | 6.                                                          |
| 1967/68                                  | I. A třída Jihomoravské oblasti – sk. B                     | 5                                                           | 26                                                          | 8                                                           | 5                                                           | 13                                                          | 50                                                          | 57                                                          | −7                                                          | 21                                                          | 12.                                                         |
| 1968/69                                  | I. B třída Jihomoravské oblasti – sk. C                     | 6                                                           | 26                                                          | 11                                                          | 4                                                           | 11                                                          | 53                                                          | 41                                                          | +12                                                         | 26                                                          | 8.                                                          |
| 1969/70                                  | I. A třída Středomoravské župy – sk. B                      | 6                                                           | 26                                                          | 15                                                          | 5                                                           | 5                                                           | 69                                                          | 38                                                          | +31                                                         | 35                                                          | 1.                                                          |
| 1970/71                                  | Středomoravský župní přebor                                 | 5                                                           | 26                                                          | 9                                                           | 5                                                           | 12                                                          | 39                                                          | 46                                                          | −7                                                          | 23                                                          | 9.                                                          |
| 1971/72                                  | Středomoravský župní přebor                                 | 5                                                           | 26                                                          | 17                                                          | 2                                                           | 7                                                           | 62                                                          | 32                                                          | +30                                                         | 36                                                          | 1.                                                          |
| 1972/73                                  | Divize D                                                    | 4                                                           | 30                                                          | 9                                                           | 6                                                           | 15                                                          | 30                                                          | 43                                                          | −13                                                         | 24                                                          | 15.                                                         |
| 1973/74                                  | Jihomoravský krajský přebor                                 | 5                                                           | 30                                                          | 21                                                          | 5                                                           | 4                                                           | 60                                                          | 25                                                          | +35                                                         | 47                                                          | 1.                                                          |
| 1974/75                                  | Divize D                                                    | 4                                                           | 30                                                          | 8                                                           | 6                                                           | 16                                                          | 36                                                          | 55                                                          | −19                                                         | 20                                                          | 16.                                                         |
| 1975/76                                  | Jihomoravský krajský přebor                                 | 5                                                           | 30                                                          | 13                                                          | 14                                                          | 3                                                           | 53                                                          | 27                                                          | +26                                                         | 40                                                          | 1.                                                          |
| 1976/77                                  | Divize D                                                    | 4                                                           | 30                                                          | 14                                                          | 10                                                          | 6                                                           | 54                                                          | 30                                                          | +24                                                         | 38                                                          | 2.                                                          |
| 1977/78                                  | Divize D                                                    | 3                                                           | 30                                                          | 13                                                          | 9                                                           | 8                                                           | 39                                                          | 29                                                          | +10                                                         | 35                                                          | 3.                                                          |
| 1978/79                                  | Divize D                                                    | 3                                                           | 30                                                          | 14                                                          | 8                                                           | 8                                                           | 55                                                          | 32                                                          | +23                                                         | 36                                                          | 3.                                                          |
| 1979/80                                  | Divize D                                                    | 3                                                           | 30                                                          | 11                                                          | 12                                                          | 7                                                           | 46                                                          | 35                                                          | +11                                                         | 34                                                          | 3.                                                          |
| 1980/81                                  | Divize D                                                    | 3                                                           | 30                                                          | 15                                                          | 9                                                           | 6                                                           | 53                                                          | 28                                                          | +25                                                         | 39                                                          | 2.                                                          |
| 1981/82                                  | II. ČNFL – sk. B                                            | 3                                                           | 30                                                          | 10                                                          | 8                                                           | 12                                                          | 52                                                          | 38                                                          | +14                                                         | 28                                                          | 11.                                                         |
| 1982/83                                  | II. ČNFL – sk. B                                            | 3                                                           | 30                                                          | 10                                                          | 11                                                          | 9                                                           | 47                                                          | 44                                                          | +3                                                          | 31                                                          | 5.                                                          |
| 1983/84                                  | II. ČNFL – sk. B                                            | 3                                                           | 30                                                          | 18                                                          | 4                                                           | 8                                                           | 61                                                          | 31                                                          | +30                                                         | 40                                                          | 2.                                                          |
| 1984/85                                  | II. ČNFL – sk. B                                            | 3                                                           | 30                                                          | 8                                                           | 9                                                           | 13                                                          | 41                                                          | 59                                                          | −18                                                         | 25                                                          | 12.                                                         |
| 1985/86                                  | II. ČNFL – sk. B                                            | 3                                                           | 30                                                          | 6                                                           | 10                                                          | 14                                                          | 26                                                          | 40                                                          | −14                                                         | 22                                                          | 14.                                                         |
| 1986/87                                  | II. ČNFL – sk. B                                            | 3                                                           | 30                                                          | 13                                                          | 4                                                           | 13                                                          | 36                                                          | 40                                                          | −4                                                          | 33                                                          | 11.                                                         |
| 1987/88                                  | II. ČNFL – sk. B                                            | 3                                                           | 28                                                          | 7                                                           | 6                                                           | 15                                                          | 37                                                          | 63                                                          | −26                                                         | 20                                                          | 14.                                                         |
| 1988/89                                  | II. ČNFL – sk. B                                            | 3                                                           | 30                                                          | 12                                                          | 5                                                           | 13                                                          | 37                                                          | 43                                                          | −6                                                          | 41                                                          | 11.                                                         |
| 1989/90                                  | II. ČNFL – sk. B                                            | 3                                                           | 30                                                          | 2                                                           | 2                                                           | 26                                                          | 22                                                          | 75                                                          | −53                                                         | 6                                                           | 16.                                                         |
| 1990/91                                  | Divize D                                                    | 4                                                           | 30                                                          | 9                                                           | 7                                                           | 14                                                          | 36                                                          | 47                                                          | −11                                                         | 25                                                          | 14.                                                         |
| 1991/92                                  | Divize D                                                    | 4                                                           | 30                                                          | 16                                                          | 10                                                          | 4                                                           | 59                                                          | 26                                                          | +33                                                         | 42                                                          | 1.                                                          |
| 1992/93                                  | Moravskoslezská fotbalová liga                              | 3                                                           | 30                                                          | 6                                                           | 6                                                           | 18                                                          | 38                                                          | 67                                                          | −29                                                         | 18                                                          | 15.                                                         |
| Česko (1993 – )                          |                                                             |                                                             |                                                             |                                                             |                                                             |                                                             |                                                             |                                                             |                                                             |                                                             |                                                             |
| Sezóna                                   | Liga                                                        | Úroveň                                                      | Z                                                           | V                                                           | R                                                           | P                                                           | VG                                                          | OG                                                          | +/−                                                         | B                                                           | Pozice                                                      |
| 1993/94                                  | Moravskoslezská fotbalová liga                              | 3                                                           | 30                                                          | 15                                                          | 8                                                           | 7                                                           | 48                                                          | 32                                                          | +16                                                         | 53                                                          | 2.                                                          |
| 1994/95                                  | 2. liga                                                     | 2                                                           | 34                                                          | 12                                                          | 7                                                           | 15                                                          | 33                                                          | 45                                                          | −12                                                         | 43                                                          | 15.                                                         |
| 1995/96                                  | Moravskoslezská fotbalová liga                              | 3                                                           | 28                                                          | 15                                                          | 10                                                          | 3                                                           | 48                                                          | 27                                                          | +21                                                         | 55                                                          | 2.                                                          |
| 1996/97                                  | Moravskoslezská fotbalová liga                              | 3                                                           | 28                                                          | 11                                                          | 6                                                           | 11                                                          | 32                                                          | 39                                                          | −7                                                          | 39                                                          | 7.                                                          |
| 1997/98                                  | Moravskoslezská fotbalová liga                              | 3                                                           | 30                                                          | 5                                                           | 5                                                           | 20                                                          | 22                                                          | 67                                                          | −45                                                         | 20                                                          | 15.                                                         |
| 1998/99                                  | Divize D                                                    | 4                                                           | 30                                                          | 11                                                          | 4                                                           | 15                                                          | 33                                                          | 46                                                          | −13                                                         | 37                                                          | 15.                                                         |
| 1999/00                                  | Středomoravský župní přebor                                 | 5                                                           | 30                                                          | 15                                                          | 3                                                           | 12                                                          | 33                                                          | 41                                                          | −8                                                          | 48                                                          | 6.                                                          |
| 2000/01                                  | Středomoravský župní přebor                                 | 5                                                           | 30                                                          | 9                                                           | 8                                                           | 13                                                          | 40                                                          | 45                                                          | −5                                                          | 35                                                          | 11.                                                         |
| 2001/02                                  | Středomoravský župní přebor                                 | 5                                                           | 30                                                          | 10                                                          | 3                                                           | 17                                                          | 43                                                          | 62                                                          | −19                                                         | 33                                                          | 14.                                                         |
| 2002/03                                  | Přebor Zlínského kraje                                      | 5                                                           | 30                                                          | 18                                                          | 5                                                           | 7                                                           | 64                                                          | 33                                                          | +31                                                         | 59                                                          | 1.                                                          |
| 2003/04                                  | Divize D                                                    | 4                                                           | 30                                                          | 5                                                           | 7                                                           | 18                                                          | 36                                                          | 65                                                          | −29                                                         | 22                                                          | 16.                                                         |
| 2004/05                                  | Přebor Zlínského kraje                                      | 5                                                           | 30                                                          | 17                                                          | 3                                                           | 10                                                          | 49                                                          | 43                                                          | +6                                                          | 54                                                          | 4.                                                          |
| 2005/06                                  | Přebor Zlínského kraje                                      | 5                                                           | 30                                                          | 11                                                          | 5                                                           | 14                                                          | 52                                                          | 47                                                          | +5                                                          | 38                                                          | 10.                                                         |
| 2006/07                                  | Přebor Zlínského kraje                                      | 5                                                           | 28                                                          | 15                                                          | 6                                                           | 7                                                           | 51                                                          | 34                                                          | +17                                                         | 51                                                          | 4.                                                          |
| 2007/08                                  | Přebor Zlínského kraje                                      | 5                                                           | 30                                                          | 16                                                          | 5                                                           | 9                                                           | 42                                                          | 25                                                          | +17                                                         | 53                                                          | 5.                                                          |
| 2008/09                                  | Přebor Zlínského kraje                                      | 5                                                           | 30                                                          | 20                                                          | 4                                                           | 6                                                           | 67                                                          | 24                                                          | +43                                                         | 64                                                          | 2.                                                          |
| 2009/10                                  | Divize D                                                    | 4                                                           | 28                                                          | 10                                                          | 8                                                           | 10                                                          | 41                                                          | 36                                                          | +5                                                          | 38                                                          | 7.                                                          |
| 2010/11                                  | Divize D                                                    | 4                                                           | 30                                                          | 7                                                           | 7                                                           | 16                                                          | 28                                                          | 55                                                          | −27                                                         | 28                                                          | 14.                                                         |
| 2011/12                                  | Přebor Zlínského kraje                                      | 5                                                           | 30                                                          | 16                                                          | 6                                                           | 8                                                           | 55                                                          | 38                                                          | +17                                                         | 54                                                          | 3.                                                          |
| 2012/13                                  | Přebor Zlínského kraje                                      | 5                                                           | 26                                                          | 18                                                          | 1                                                           | 7                                                           | 58                                                          | 29                                                          | +29                                                         | 55                                                          | 1.                                                          |
| 2013/14                                  | Divize D                                                    | 4                                                           | 30                                                          | 9                                                           | 8                                                           | 13                                                          | 28                                                          | 48                                                          | −20                                                         | 35                                                          | 12.                                                         |
| 2014/15                                  | Divize D                                                    | 4                                                           | 30                                                          | 8                                                           | 9                                                           | 13                                                          | 38                                                          | 47                                                          | −9                                                          | 33                                                          | 13.                                                         |
| 2015/16                                  | Divize D                                                    | 4                                                           | 30                                                          | 15                                                          | 5                                                           | 10                                                          | 48                                                          | 39                                                          | +9                                                          | 50                                                          | 4.                                                          |
| 2016/17                                  | Divize D                                                    | 4                                                           | 30                                                          | 23                                                          | 4                                                           | 3                                                           | 70                                                          | 29                                                          | +41                                                         | 73                                                          | 2.                                                          |
| 2017/18                                  | Moravskoslezská fotbalová liga                              | 3                                                           | 30                                                          | 12                                                          | 5                                                           | 13                                                          | 36                                                          | 44                                                          | −8                                                          | 41                                                          | 8.                                                          |
| 2018/19                                  | Moravskoslezská fotbalová liga                              | 3                                                           | 30                                                          | 11                                                          | 6                                                           | 13                                                          | 46                                                          | 48                                                          | −2                                                          | 39                                                          | 10.                                                         |
| 2019/20                                  | Moravskoslezská fotbalová liga                              | 3                                                           | 18                                                          | 5                                                           | 3                                                           | 10                                                          | 28                                                          | 31                                                          | −3                                                          | 18                                                          | 14.                                                         |
| 2020/21                                  | Moravskoslezská fotbalová liga                              | 3                                                           | 11                                                          | 3                                                           | 6                                                           | 2                                                           | 15                                                          | 17                                                          | −2                                                          | 15                                                          | 11.                                                         |
| 2021/22                                  | Moravskoslezská fotbalová liga                              | 3                                                           | 32                                                          | 9                                                           | 8                                                           | 15                                                          | 40                                                          | 49                                                          | -9                                                          | 35                                                          | 12.                                                         |
| 2022/23                                  | Moravskoslezská fotbalová liga                              | 3                                                           | 34                                                          | 9                                                           | 7                                                           | 18                                                          | 40                                                          | 61                                                          | -21                                                         | 34                                                          | 14.                                                         |
| 2023/24                                  | Moravskoslezská fotbalová liga                              | 3                                                           | 34                                                          | 7                                                           | 12                                                          | 15                                                          | 42                                                          | 68                                                          | -26                                                         | 33                                                          | 15.                                                         |
| 2024/25                                  | Moravskoslezská fotbalová liga                              | 3                                                           | 34                                                          | 10                                                          | 8                                                           | 16                                                          | 45                                                          | 58                                                          | -13                                                         | 38                                                          | 16.                                                         |

Poznámky:
- 1939/40: Chybí výsledek jednoho utkání.[9]
- 1955: Archiv sezon Baníku Dubňany uvádí 3. místo a skóre 53:45,[13] v novinách je 4. místo a skóre 53:47.[14]
- 1969/70: Chybí výsledek jednoho utkání.[22]
- 1976/77: Mimořádný postup z důvodu reorganizace nižších soutěží od ročníku 1977/78.
- 1980/81: Reorganizace soutěží od ročníku 1981/82.
- 1986/87: V tomto ročníku byl použit experimentální bodovací systém.
- 1993/94: Mimořádný postup z důvodu rozšíření 2. ligy na 18 účastníků od ročníku 1994/95.
- 1994/95: Mimořádný sestup z důvodu zúžení 2. ligy zpět na 16 účastníků od ročníku 1995/96.
- 2001/02: Po sezoně proběhla reorganizace krajských soutěží (župy → kraje).
- 2008/09: Vítězná FC Slovácká Sparta Spytihněv se postupu vzdala.
- 2019/20 a 2020/21: Tyto sezony byly předčasně ukončeny z důvodu pandemie covidu-19 v Česku.

## Slavní odchovanci
Mezi slavné odchovance klubu patří: Josef Gabčík, Radek Zálešák, Jiří Studeník, František Ondrůšek, Miroslav Ondrůšek, Dušan Tesařík, Lubomír Blaha, Bronislav Červenka a Martin Bača. Nejlepším střelcem v historii klubu je Josef Pavlíček, jenž během deseti sezon zaznamenal úctyhodných 144 gólů. Josef Pavlíček zemřel 21. února 2021 ve věku 66 let. 
Do povědomí fanoušků vstoupil i útočník Rostislav Antl. Jeho gól zaznamenaný elegantní patičkou do sítě Kyjova mohli zhlédnout diváci v anketě O gól České televize. V silné konkurenci skončil třetí. Úspěšný střelec obdržel na památku z rukou populárního sportovního komentátora Jaromíra Bosáka porcelánovou kopačku, kterou si převzal před televizními kamerami při slavnostním vyhlášení v České Lípě.